# Rossige vaalhoed
De rossige vaalhoed (Hebeloma theobrominum) is een schimmel in de familie Hymenogastraceae. Hij vormt ectomycorrhiza met loofbomen. Hij vormt ectomycorrhiza met loofbomen in loofbossen, parken en langs lanen op droge tot vochtige, voedsel- en kalkrijke klei en zand, soms ook op humus- en voedselarm zand.

## Kenmerken

### Uiterlijke kenmerken
Hoed
De hoed heeft een diameter van 30–40(–55) mm. De kleur is uniform, meestal bruinachtig-cacaokleurig met een glanzende, plakkerige, wit oppervlak die soms een lichtgeelachtige tint vertoont. 
Lamellen
De lamellen zijn smal, dicht bij elkaar, en beginnen wit maar verkleuren naar bruinachtig-geel of roodbruin. 
Steel
De steel is 30–50 mm lang. De kleur is wit, maar wordt bruin bij het volwassen worden. 
Geur en smaak
Het vruchtvlees is wit, maar kan lichtbruin worden aan de basis van de steel. De geur is radijsachtig en de smaak is licht bitter. 

### Microscopische kenmerken
De sporen zijn amygdaloïde (amandelvormig) van vorm en dextrinoïde en meten (7.4) 7.8–10.9 (11.7) × (3.8) 4.1–5.9 (6.3).

## Verspreiding
In Nederland komt de rossige vaalhoed zeer zeldzaam voor. Hij staat op de rode lijst in de categorie 'Bedreigd'.